# 益智藥
益智藥（英語：nootropics、發音： /noʊ.əˈtrɒpɪks/ noh-ə-TROP-iks），也被稱為促智藥、聪明药、智能藥物（smart drugs）或認知增強劑（cognitive enhancers），用於改善健康的人的認知功能，特別是管控功能、記憶力、創造力或动机。
健康的人在沒有醫療指示下使用增強認知的藥物的案例引發了一些爭議，包括其使用是否合符倫理和公平性，是否存在不良反应，以及處方藥被轉為非醫療用途等。儘管如此，2015年認知增強補充劑類的產品的國際銷售額超過10億美元，而且需求仍在迅速扩大中。

## 藥物

### 中樞神經系統興奮劑
- 苯丙胺（Amphetamine，或譯「安非他命」）
- 哌甲酯（Methylphenidate）
- 清醒促進劑（阿莫達非尼和莫達非尼）
- 黄嘌呤（Xanthines）
- 尼古丁（Nicotine）

### 拉西坦
拉西坦（Raceratams），包括吡拉西坦、奧拉西坦和茴拉西坦等，他们在結構上是相似的化合物，通常也被稱為促智藥，但該類藥物的此種性質尚未得到证实，對其作用机制的了解也很少。
根據美國食品和藥物管理局的資料，「吡拉西坦不是一種可供人通過增加總膳食攝入來補充飲食的維生素、礦物質、氨基酸、草藥或其他植物成分或膳食物質。」該局指出根據法律這些產品是藥物，因為它們不是食物，以及使用它們的目的是試圖影響身體的結構或功能，而且這些產品是法律定義上的新藥，因為對於在其標籤上列出的處方、推薦或建議狀況的用途而言，它們通常不被認為是安全和有效的。

### 其它
- Ｌ-茶氨酸（L-Theanine）
- 託卡朋（Tolcapone）
- 左旋多巴（Levodopa）
- 阿托莫西汀（Atomoxetine）

## 膳食補充劑
- 高丽参——Cochrane協作組的綜述得出結論：「缺乏令人信服的證據顯示高麗參對健康受試者的認知增強作用，並且沒有關於其在癡呆患者中的具有有效性的高質量證據。根據國家補充和整合健康中心的資料，雖然亞洲人參的多種用途已被廣泛研究，但迄今為止的研究結果並不能確定地支持與該草藥有關的健康聲明。」。
- 銀杏（Ginkgo biloba）

## 副作用
在美國，如果製造商能夠證明某膳食補充劑是公認安全的，以及沒有宣稱該補充劑可用於治療或預防任何病症或狀況，就可以在市場上銷售該補充劑。根據美國法律，销售含有藥物的补充剂或在廣告中宣稱该补充剂可預防疾病是非法的。

## 外部連結
- 维基共享资源上的相關多媒體資源：益智藥